# Los Fastidios
I Los Fastidios sono un gruppo street punk italiano con influenze ska, rocksteady/reggae, rock'n'roll, punk melodico e street soul, nato a Verona nel 1991.
Liriche e testi che spaziano dalle situazioni più leggere di vita stradaiola quotidiana alle tematiche sociali, contro ogni forma di razzismo, discriminazione e ingiustizie sociali, per i diritti umani e per i diritti animali, per la libertà dei popoli e sempre critici nei confronti delle derive capitalistiche ed oppressive del sistema mondiale.
In molti anni di attività i Los Fastidios hanno collezionato moltissime iniziative solidali contro il razzismo e per cause sociali, dimostrando sempre di essere una band che punta ad andare anche oltre  l'aspetto musicale e che fa della musica il proprio strumento per dare voce a chi nel mondo ha bisogno di farsi sentire. Il tutto sempre con uno spirito positivo e festoso, tipicamente "Los Fastidios", che rende la band una vera e propria macchina sia di divertimento che di riflessione.
In trent'anni di attività hanno fatto parte del gruppo membri di altri gruppi della scena punk rock italiana come Derozer, Panic Roots, Monkey Punx, Lumpen, Crummy Stuff, Devasted, Hate the Nation, Motivated, The Urgonauts, Maleducazione Alcolica, Skassapunka, RedSka.
Tra loro anche i fondatori e gestori dell'etichetta indipendente musicale Kob Records (Enrico ed Elisa).

## Biografia
La band viene fondata a Verona nel 1991 da Enrico De Angelis e nel 1992 pubblicano il demo Oi!'n'Roll. Nel 1994 esce il loro primo singolo Birra Oi! E divertimento, che riscuote subito un certo successo nell'ambiente streetpunk / Oi! italiano e europeo. Nel 1995, viene pubblicato il singolo Banane e Scarponi . Nel 1996 esce il primo album split, Hasta la baldoria diviso con la band F.F.D. (Parma - Italia) e l'anno successivo il singolo Oi! Giò. Nel 1998 esce il full length album Contiamo su di voi  (Kob Records / Mad Butcher Records) che in pochi mesi arriva alle 10 000 copie vendute, un traguardo notevole per una band indipendente. Due anni più tardi, nel 2000, la band pubblica due nuovi ep, Radio Boots e Fetter Skinhead, quest'ultimo diviso con la band tedesca Stage Bottles (Kob Records / Mad Butcher Records) . Nel 2001, in occasione dei dieci anni di attività viene pubblicata la prima raccolta, Ten Years Tattoed on My Heart, (Kob Records / Mad Butcher Records), nel quale sono presenti tutti i singoli prodotti fino ad allora dalla band con l'aggiunta di alcune bonus tracks. Sempre nel 2001, esce Guardo Avanti, (Kob Records / Mad Butcher Records) il terzo album. Del brano Rabbia dentro al cuore, estratto da Guardo Avanti verrà anche realizzato il primo ufficiale videoclip della band.
Dopo un lungo tour europeo e alcune apparizioni su Rock Tv, nel 2003 la band registra Ora Basta, (Kob Records / Mad Butcher Records) il sesto ep del gruppo. Nello stesso anno viene pubblicata una nuova raccolta che viene prodotta e distribuita in Sudamerica con il titolo La Verdadera Fuerza de la Calle (Amp Records) ed in Polonia e nei paesi dell'Est Europa con il titolo Prawdziwa Sila Ulicy (Jimmy Jazz Records). Nel 2004 esce il quarto album Siempre Contra, (Kob Records / Mad Butcher Records), che verrà promosso in tutta Europa con un grosso tour di oltre 100 date. Da questo album vengono estratti i brani Antifa Hooligans, Johnny and the Queer Boot Boys e Questa musica ci appartiene dei quali vengono realizzati i relativi videoclips. Nel 2005 viene pubblicato il primo DVD della band On The Road...Siempre Tour (Kob Records / Mad Butcher Records) ed il primo album live Sopra e sotto il palco live 2004, (Kob Records / Mad Butcher Records). Nel 2006 la band pubblica il singolo ep Un calcio ad un pallone ed il quinto album Rebels and Revels. Kob Records / Mad Butcher Records). Nel 2007 viene pubblicato in vinile il singolo Fetter Skinhead. Il brano viene registrato nuovamente per l'occasione con la partecipazione speciale della sezione fiati della band veneziana Talco e prodotto sempre da Kob Records e Mad Butcher Records. Nello stesso anno è la volta anche del cd raccolta Anejo 16 anos (Kob Records / Mad Butcher Records / Space Rebel Records) per festeggiare il 16º anno di attività della band. In questa raccolta anche l'inedito brano We're coming back (cover della band inglese Cock Sparrer) del quale verrà realizzato anche il relativo videoclip. Nel 2008 esce l'album All'arrembaggio prodotto come i precedenti lavori dall'etichetta indipendente veronese KOB Records (di Enrico De Angelis) in collaborazione con la tedesca Mad Butcher Records. Nel dicembre 2015 esce il sesto album Let's do it prodotto interamente dalla Kob Records. In questo album partecipano come ospiti il cantante hip hop reggae Vacca nel brano Corri Rude Boy ed il tastierista De Veggent della skapunk band romagnola Redska nel brano Skankin' in the ghetto. Nel settembre 2016 esce l'ep So rude, so Lovely che contiene 3 nuovi brani, una rivisitazione in chiave ska combat del vecchio brano La nostra città, più quattro brani estratti dall'ultimo album Let's do it, arrangiati con le tastiere di De Veggent dei Redska. Da questo lavoro dei brani So Rude, So Lovely e Hey You Are vengono realizzati anche i rispettivi videoclips.
Nel novembre 2015 il brano inedito dei Los Fastidios Oi! around the world viene pubblicato su un ep 7" benefit dal titolo United Worldwide, nel quale oltre ai Los Fastidios partecipano altre 3 band internazionali: Moscow Death Brigade (Russia), What We Feel (Russia), Feine Sahne Fischfilet (Germany). Il 7" EP è prodotto dall'etichetta tedesca Audiolith Records in collaborazione con Lonsdale Dutschland, Kob Records, True Rebel Store and Voice of The Street Records. Tutti i proventi delle vendite del supporto fonografico e delle vendite digitali sono stati destinati alle famiglie degli attivisti antifascisti russi Fyodor Filatov, Ivan Khutorskoy and Konstantin Lunkin, assassinati dai neo-nazisti in Russia. Del brano "Oi! Around the world" viene realizzato anche il videoclip.
Nel 2016 viene pubblicata la raccolta in CD 1991-2016 25 Rebel Years per festeggiare i 25 anni di attività della band. Nell'album 13 pezzi in studio, tra i quali l'inedito Assez Assez cover della band francese Les Partisans e 7 brani live registrati nel 2016 al Resist to Exist Festival di Berlino (D).
Nel febbraio 2017 viene pubblicato l'ottavo album The Sound of Revolution, prodotto dalla Kob Records e supportato dalla tedesca Fire and Flames Music, pubblicato poi anche in vinile. Di questo album vengono realizzati i videoclips dei brani Radio Babylon, Clandestino e Dans le ciel.
Il 16 maggio 2019 esce Joy Joy Joy, nono album in studio, prodotto (come tutti i precedenti lavori della band), dall'etichetta indipendente Kob Records e vede la collaborazione ed il supporto promozionale anche di partner internazionali come Potencial Hardcore (Madrid), Fire and Flames Music (Kiel), Coretex (Berlin), True Rebel Store (Hamburg), Lonsdale in Deutschland (Neuss -Germany) e Ufip Cymbals  (Pistoia), Relco London (Londra)
Di questo album vengono realizzati i videoclips dei brani Get the ball rolling, Ellos dicen mierda (cover della band basca La Polla Records).
Dall'inizio del 2019 Elisa Dixan (tourmanager della band dal 2012) è ospite fissa sul palco in ogni concerto per cantare molti brani insieme al gruppo. Elisa nel 2018 e 2019 realizza due EP 7" "Elisa Dixan Sings Los Fastidios" Vol. 1 e Vol. 2 riproponendo con la sua voce alcuni vecchi brani Los Fastidios. Elisa partecipa anche alle registrazioni dei successivi lavori discografici della band.
A marzo 2020 la band è costretta ad interrompere l'attività live a causa del Covid 19, ma riesce comunque durante il lockdown a registrare 12 brani acustici per altrettanti video condivisi durante la quarantena, che verranno raccolti, a grande richiesta del pubblico affezionato, nell'album From Lockdown to the World realizzato ad agosto 2020 e prodotto da Kob Records in collaborazione con Potencial Hardcore (E) e supportato da Fire and Flames (D), Lonsdale (D), Relco London (UK),True Rebel Store (D), Larsen Productions (F) and Prof Sny Vinyl (CZ). I Los Fastidios nel 2020 sono la prima band italiana a varcare il confine nel post lockdown, riuscendo a fare un tour nel nord Europa (con tutte le restrizioni ed attenzione del caso, ma riuscendo a portare una ventata di allegria e sorrisi dopo i difficili mesi trascorsi rinchiusi nelle mura domestiche).
Il 2021 è l'anno in cui si festeggia il trentennale della band, ed essa decide di ristampare su Kob Records tutti i vecchi album in vinile colorato, edizione limitata: Hasta la Baldoria (vinile rosso) in febbraio 2021, Contiamo su di Voi! (vinile giallo) in aprile 2021, Guardo Avanti (vinile arancione) in giugno 2021, Siempre Contra (vinile rosso/nero) in agosto 2021, Rebels'n'Revels (vinile verde chiaro) e All'Arrembaggio (vinile blu) in settembre 2021.
A gennaio 2021 i Los Fastidios escono con il brano inedito "Solidari-Ska" incluso nella compilation benefit in vinile 7" World Wide Unite Vol. 2, condivisa con le band What We Feel (Russia), Mister X (Bielorussia), My Terror (Germania), prodotto dall'etichetta tedesca Audiolith Records.
In settembre 2021 esce sempre per Kob Records il vinile 7 in edizione limitata Elisa & Enrico Just Married, per celebrare il primo anniversario di nozze di Elisa & Enrico dei Los Fastidios, che include 2 brani Los Fastidios e un brano dei The Magnetics (Ska band di Milano) cantati da Elisa & Enrico.
Nell'ottobre 2021 esce l'undicesimo album XXX the number of the beat, prodotto da Kob Records in collaborazione con Fire and Flames Music (D) and Potencial Hardcore (E), supportato da Lonsdale (D), True Rebel Store (D), Relco London (UK), Prof Sny Vinyl (CZ), Vive Le Rock Magazine (UK). Dopo un release party con concerto a Verona, il nuovo tour porterà la band in tutta Europa e per la prima volta negli Stati Uniti, a Portland (Oregon), headliner al Crash Fest. L'album riscuote ovunque ampi consensi sia dal pubblico che dalla stampa specializzata che nel 2021 definisce XXX The Number Of The Beat il miglior lavoro della band. Da questo album online 5 videoclips: Take a Stand, Pour la Liberté, The Queen of the Dancefloor, Monkeys, Blue Beat Boy 2.0.
Nel marzo 2023 esce il dodicesimo album Revolt, prodotto da Kob Records in collaborazione con Fire and Flames Music (D) and Potencial Hardcore (E), supportato da Lonsdale (D), True Rebel Store (D), Relco London (UK), Prof Sny Vinyl (CZ). L'album è dedicato alla memoria di Terry Hall (The Specials). Con il nuovo album un nuovo tour mondiale che porta la band in tutta Europa, tra cui nel Regno Unito, oltre che in sud America (Brasile, Uruguay, Argentina).
A luglio 2023 esce il terzo volume di Elisa Dixan Sings Los Fastidios, che include due vecchi anthems Los Fastidios cantati in questo EP da Elisa Dixan, sempre con la produzione e la distribuzione di Kob Records.
Ad agosto 2024 esce il singolo semiacustico "Back To Blackpool" (solo sulle piattaforme digitali) del quale viene pubblicato anche il videoclip ufficiale.
Ad aprile 2025 esce il tredicesimo album Lovesteady, prodotto da Kob Records in collaborazione con Fire and Flames Music (D), Potencial Hardcore (E),  Jump Up Records (US), supportato da True Rebel Store (D), Relco London (UK).

### Aneddoti e curiosità
- Nel 2002 un'intervista ed immagini live Los Fastidios sono pubblicate nel film documentario Skinhead Attitude del regista svizzero Daniel Schweizer, insieme ad altre leggendarie figure e band della scena musicale street mondiale come Laurel Aitken, Bad Manners, Roddy Moreno e i suoi The Oppressed, Jimmy Pursey degli Sham 69.
- Nel 2004 i Los Fastidios vengono premiati al M.E.I. (Meeting Etichette Indipendenti) di Faenza con il premio per l'impegno sociale e nel 2006 ricevono il premio come Punk Rock Band italiana nel mondo.
- Nel 2007 il brano dei Los Fastidios Un calcio ad un pallone viene inserito nella colonna sonora del film 99 Amaranto diretto da Federico Micali, un documentario sulla vita del calciatore livornese Cristiano Lucarelli.
- Nel 2013 il brano dei Los Fastidios Football is coming viene premiato come official Anthem del meeting internazionale Mondiali Antirazzisti svoltosi a Castelfranco Emilia. 
- La canzone Antifa Hooligans è trasmessa dagli altoparlanti del Millerntor Stadion di Amburgo durante ogni intervallo nelle partite casalinghe della squadra di calcio del St Pauli. 
- Sempre la canzone Antifa Hooligans è stata coverizzata dalla storica band gallese The Oppressed.
- I Los Fastidios annoverano numerose collaborazioni d'eccezione tra le quali spiccano le partecipazioni di Dirk & Elf (della grande punk rock band tedesca Slime) nel brano punkrock Shoenen Café ed il leggendario Paul Heaton (storica voce degli amatissimi The Housemartins / The Beautiful South) nel brano ska/pop I have a dream, entrambe in occasione della registrazione dell'album Joy Joy Joy (2019).
- I Los Fastidios sono grandi tifosi della Virtus Verona, e hanno fatto parte dei Virtus Fans, il primo gruppo di tifosi organizzati della società calcistica del quartiere di Borgo Venezia esistito dal 2006 al 2015 e dalle cui ceneri, sempre nel 2015, alcuni ex componenti ancora oggi facenti parte dei Los Fastidios, hanno fondato il nuovo gruppo organizzato Virtus Rude Firm.
- Dal 2022 in Indonesia i Los Fastidios sono lo sponsor ufficial del Riverside Forest Football Club, squadra di calcio popolare creata a Bandung dai tifosi dell'importante squadra cittadina del Persib.

## Formazione
- Enrico De Angelis - voce
- Elisa Dixan - voce
- Filippo "Bibol" Francesconi - chitarra, voce
- Emidio "Midio" Mazzilli - basso, voce
- Mattia Bertani - batteria, voce
- Simone "Coppi" Coppiello - secondo batterista

## Discografia

### Album studio
- 1996 – Hasta la baldoria (Skooter Rekords-Kob Records-Rock'n'Roller)
- 1998 – Contiamo su di voi (Kob Records-Mad Butcher Records-Rock'n'Roller)
- 2001 – Guardo avanti (KOB Records-Mad Butcher-Jimmy Jazz)
- 2004 – Siempre contra (KOB Records-Mad Butcher-Jimmy Jazz)
- 2006 – Rebels'n'Revels (KOB Records-Mad Butcher)
- 2009 – All'arrembaggio (KOB Records-Mad Butcher)
- 2014 – Let's do it (KOB Records)
- 2017 – The sound of revolution (Kob Records LP Kob Records-Casual Records-East Beat Records)
- 2019 – Joy Joy Joy (Kob Records / LP Kob Records-Potencial Hardcore)
- 2020 – From lockdown to the world (Kob Records-Potencial Hardcore-Larsen Prods)
- 2021 – XXX The number of the beat (Kob Records-Fire and Flames Music-Potencial Hardcore)
- 2023 – Revolt (Kob Records-Fire and Flames Music-Potencial Hardcore)
- 2025 – Lovesteady (Kob Records-Fire, Flames Music-Potencial Hardcore-Jump Up)

### Album live
- 2005 – Sopra e sotto il palco live '04 (KOB Records-Mad Butcher-Blind Alley Records-Jimmy Jazz Records)

### Raccolte
- 2001 – 1991 - 2001 Ten Years Tattooed on My Heart (KOB Records-Mad Butcher)
- 2003 – La veradera fuerza de la calle (AMP Records)
- 2003 – Prawdziwa sila ulicy (Jimmy Jazz Records)
- 2007 – Anejo 16 anos (KOB Records-Mad Butcher-Space Rebel Records)
- 2016 – 1991-2016 25 Rebel years (KOB Records)

### Singoli
- 1994 – Birra Oi! E divertimento
- 1995 – Banane e scarponi
- 1997 – Oi! Gio
- 2000 – Radio boots
- 2000 – Fetter skinhead
- 2003 – Ora basta
- 2006 – Un calcio ad un pallone
- 2008 – Fetter skinhead in 2007
- 2015 – Bella ciao
- 2015 – So rude, so lovely
- 2015 – World wide united
- 2015 – World wide united Vol. 2
- 2018 – Elisa Dixan sings Los Fastidios
- 2021 – Elisa & Enrico just married
- 2023 – Elisa Dixan sings Los Fastidios Vol. 2
- 2023 – Elisa Dixan sings Los Fastidios Vol. 3
- 2024 – Back to Blackpool

## Videografia

### DVD
- 2005 – On the road...Siempre tour! (KOB Records-Mad Butcher)

### Videoclip
- 2002 – Rabbia dentro al cuore
- 2003 – Animal liberation
- 2005 – Johnny and the queer boot boys
- 2005 – Antifa hoolingans
- 2005 – Questa musica ci appartiene
- 2006 – We wanna be
- 2007 – Nightmare
- 2007 – We're coming back
- 2014 – Let's afa/La mia vita
- 2015 – Hey you are
- 2016 – Oi! Around the world
- 2017 – Radio Babylon
- 2017 – Kids are ready
- 2017 – Clandestino
- 2018 – Dans le ciel
- 2018 – Reds in the blue
- 2019 – Get the ball rolling
- 2019 – Elisa Dixan sings Los Fastidios "Radio Babylon"
- 2020 – St. Precario day
- 2020 – El presidente
- 2020 – Ellos dicen mierda
- 2020 – Elisa Dixan sings Los Fastidios "In 1968"
- 2021 – Solidari-ska
- 2021 – Take a stand
- 2021 – Pour la liberté
- 2021 – The queen of the dancefloor
- 2022 – Monkeys
- 2022 – Blue beat boy
- 2023 – Only you
- 2023 – I don't wanna say to you goodbye
- 2023 – Torneremo ancora
- 2023 – Beverley
- 2024 – Back to Blackpool
- 2025 – You're so young